# Gerry Mulligan
Gerald Joseph "Gerry" Mulligan (New York, 6 aprile 1927 – Darien, 20 gennaio 1996) è stato un sassofonista, compositore e arrangiatore statunitense, uno dei fondatori dello stile denominato cool jazz. Jeru (altro suo soprannome) è soprattutto noto come uno dei principali sassofonisti baritono della storia del jazz, caratteristico il suo tono leggero e arioso, ma è stato un importante compositore e arrangiatore. Il suo piano-less quartet dei primi anni '50 con il trombettista Chet Baker è ancora considerato una delle migliori formazioni di matrice cool

## Biografia
Gerry Mulligan nacque a Queens Village, Queens, New York, figlio di George e Louise Mulligan. Suo padre era originario di Wilmington, Delaware, di origine irlandese; sua madre era originaria di Philadelphia, di origine per metà irlandese e per metà tedesca. Gerry era il più giovane di quattro figli, preceduto da George, Phil e Don.La carriera di ingegnere di George Mulligan richiedeva frequenti spostamenti in numerose città.
Nel gennaio 1946, dopo diversi spostamenti, Mulligan si trasferì a New York City e si unì allo staff di arrangiatori della band di Gene Krupa. Gli arrangiamenti di Mulligan con Krupa includono Birdhouse, Disc Jockey Jump e How High the Moon, nel quale ultimo cita come controcanto il boppistico Ornithology di Charlie Parker. Mulligan iniziò poi a lavorare come arrangiatore per l'Orchestra di Claude Thornhill, occasionalmente come membro della sezione delle ance. Tra gli arrangiatori dell'orchestra Thornhill anche Gil Evans, che Mulligan aveva incontrato poco prima mentre lavorava con la band Krupa, e che qui ritrova a vivere con Evans; di lì a poco l'appartamento di Evans sulla West 55th Street diventerà il ritrovo abituale per numerosi musicisti jazz che stavano lavoravano alla creazione di un nuovo idioma jazz.
Nel settembre del 1948, sempre sotto l'ala protettrice di Gil Evans, Miles Davis forma una band di nove elementi che utilizza arrangiamenti dello stesso Evans di Gerry Mulligan, di John Lewis e di Johnny Carisi. La band inizialmente era composta da Davis alla tromba, Mulligan al sassofono baritono, il trombonista Mike Zwerin, il sassofonista contralto Lee Konitz, Junior Collins al corno francese, Bill Barber al basso tuba, il pianista John Lewis, il bassista Al McKibbon e il batterista Max Roach.
La band tenne solo una manciata di esibizioni dal vivo (un impegno di due settimane al Royal Roost e due serate al Clique Club). Tuttavia, nei due anni successivi, Davis riunì il nonetto che in tre sedute di registrò i dodici pezzi, inizialmente da pubblicare come singoli, che poi formarono l'album Birth of the Cool pubblicato solo nel 1957. Mulligan scrisse e arrangiò tre dei brani registrati (Rocker, Venus de Milo e Jeru), e ne arrangiò altri tre (Deception, Godchild e Darn That Dream). Nonostante la fredda iniziale accoglienza del pubblico, il nonetto di Davis è considerato uno dei gruppi più influenti della storia del jazz, con la creazione di un suono, Evans e Mulligan ne sono i principali responsabili che, nonostante le sue origini sulla costa orientale, influenzò enormemente il jazz della costa californiana poi noto come West Coast Jazz. 
Nel settembre del 1951 Mulligan registra il primo album a suo nome: Mulligan Plays Mulligan. Aveva allora già messo a punto un jazz melodico, elegante, pigro e lineare, ispirato da Harry carney e Lester Young, che sarebbe diventata sua caratteristica distintiva.
All'inizio del 1952, in cerca di migliori opportunità di lavoro, Mulligan viaggia per Los Angeles. Grazie alla conoscenza dell'arrangiatore Bob Graettinger, Mulligan inizia a scrivere arrangiamenti per l'orchestra di Stan Kenton. Mentre la maggior parte del lavoro di Mulligan per Kenton erano arrangiamenti piuttosto pedestri, di cui Kenton aveva bisogno per riempire redditizi spettacoli di danza, Mulligan fu in grado di buttare dentro alcune opere originali più sostanziali lungo il percorso. Le sue composizioni "Walking Shoes" e "Young Blood", si distinguono come incarnazioni dello stile contrappuntistico che divenne la firma di Mulligan. Nel 1952, insieme a Chet Baker fonda il quartetto "senza pianoforte" (piano-less quartet): il pianoforte fino al quel momento veniva usato nelle band per tessere il tessuto armonico, batteria, contrabbasso e piano costituivano infatti la spina dorsale di una band; Mulligan e Baker rinunciano al pianoforte e in un gioco di contrappunti, di frasi che si scavalcano in continuazione e momenti di incontro, non fanno sentire la mancanza del tradizionale sostegno armonico costituito dal pianoforte. La formazione dura però poco tempo, interrotta dalle continue liti fra i due e soprattutto dall'arresto per uso di sostanze stupefacenti di Mulligan, che se la cava con tre mesi di reclusione ritrovando all'uscita, con grande sorpresa, l'amico Baker divenuto famoso per le proprie doti canore.
Molte delle sue composizioni, tra cui " Walkin' Shoes " e "Five Brothers", sono diventate degli standard. Fin da giovane Mulligan impara a suonare diversi strumenti, dal pianoforte al clarinetto, per poi dedicarsi definitivamente al sax baritono e occasionalmente al soprano. Mulligan diede al baritono un suono più morbido e moderno di quello che lo strumento aveva sovente avuto nel jazz dagli anni Venti ai Quaranta. Con Cecil Payne e Serge Chaloff fu fra i primi a praticare sullo strumento l'idioma bebop. Mulligan detiene forse il primato per numero di collaborazioni con i più svariati musicisti. Ha suonato, come solista o sideman, con quasi tutti i grandi del suo tempo: Paul Desmond, Duke Ellington, Chet Baker, Ben Webster, Johnny Hodges, Billie Holiday, Stan Getz, Thelonious Monk, Quincy Jones, Miles Davis, Astor Piazzolla, Count Basie, Dave Brubeck, Charles Mingus.
Milano, dove visse a lungo, sino agli ultimi anni della sua vita (era sposato con un'italiana, Franca Rota, conosciuta al Jazz Club di Milano: "Capolinea"), negli anni cinquanta vedeva spesso Gerry Mulligan apparire all'improvviso nei jazz club e cominciare ad improvvisare con i musicisti che incontrava, per il semplice gusto di partecipare a una jam session. La componente umana era per Mulligan dunque estremamente importante. Trattava i suoi collaboratori, quando si dimostravano all'altezza, quasi come membri della famiglia e li spronava a fare sempre meglio.

Gerry Mulligan a Bologna (1988)

 Era davvero quello che si può considerare un maestro. Affascinato dal lavoro dell'arrangiatore perché "era colui che tesseva le trame composte dai suoni unici di ogni strumento", inizia prestissimo questo mestiere (all'età di 17 anni per una radio locale), continuando poi a praticarlo con le orchestre di Gene Krupa, di Elliot Lawrence e di Claude Thornhill; non smetterà mai di farlo, raggiungendo livelli altissimi di tecnica e gusto. Il suo lavoro di compositore e arrangiatore rimane più importante del suo solismo.
Alcuni anni dopo la sostituzione di Baker con Bob Brookmeyer al trombone a pistoni o con il trombettista Art Farmer, Mulligan comincia a pensare a una big band, con la quale poter esprimere il proprio talento di compositore/arrangiatore, già affinato dalla collaborazione con Stan Kenton e Gil Evans; la Concert Jazz Band riscuote successi ovunque, esibendo performance in diversi stili jazz, ma tutti vicini per qualche verso al cool e all'esperienza pianoless.

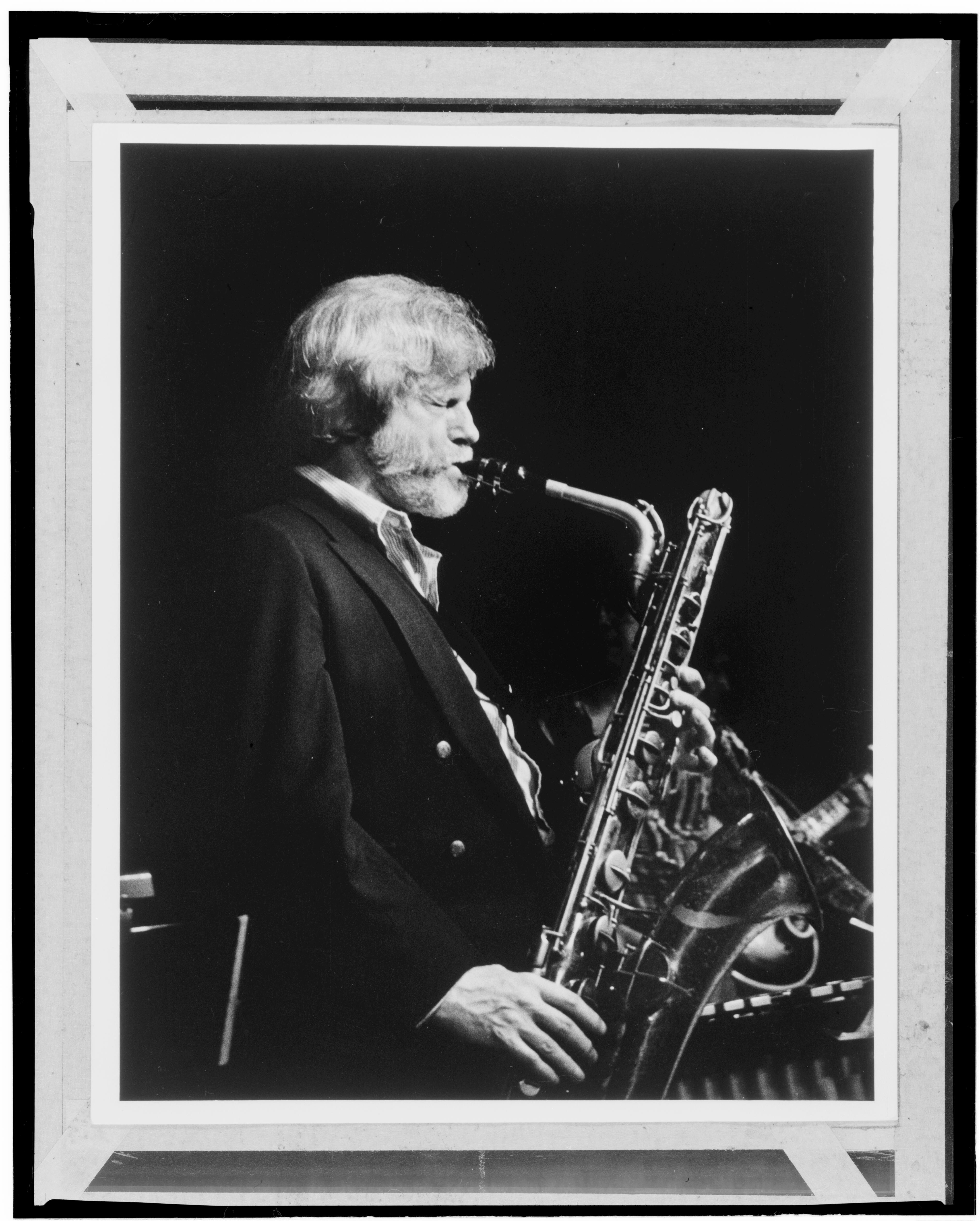
Gerry Mulligan – Foto di William P. Gottlieb.

Il termine cool ha il significato di giusto e rilassato non freddo. Fino alla sua morte, avvenuta nel gennaio 1996 per una complicazione in seguito a un'operazione al ginocchio, ha sempre riscosso grandi successi anche con i suoi ultimi collaboratori (tra cui Grover Washington Jr.), tanto da ricevere onori anche da Bill Clinton e da avere un museo dedicato alla sua vita nella città di Washington, dove viene esposto il sax (un Conn 12M) con sopra una sciarpa di seta donatagli dal Dalai Lama.

## Stile
Uno dei limiti del baritonista consisteva nel considerare spesso con diffidenza le tendenze del nuovo jazz che non partivano da lui, come ad esempio il free, anche se si sentono, ovviamente, influenze fusion nei suoi ultimi brani. Mulligan in fondo, pur suonando con numerosi e svariati musicisti, era solito portare soprattutto il suo importante contributo, rimanendo per scelta ancorato al suo passato. Comunque il suo stile non può essere incasellato completamente in uno schema, come per ogni genio, ma al contrario offre, brano dopo brano, sempre nuove idee e spunti. Tra le sue collaborazioni, al di fuori delle performance esclusivamente jazzistiche, va ricordato quello che è stato definito "Il bellissimo, memorabile album Summit-Reunion Cumbre", registrato a Milano con il bandoneonista-compositore argentino Astor Piazzolla e un'orchestra formata da musicisti italiani e argentini, fra i quali Pino Presti (basso elettrico), Tullio De Piscopo (batteria), Angel Pocho Gatti (piano).

## Discografia parziale

### Album
- 1950-52 - The Gerry Mulligan Quartet/Gerry Mulligan with the Chubby Jackson Big Band
- 1951 - Mulligan Plays Mulligan - Prestige (reissued as Historically Speaking)
- 1952-53 - The Original Quartet With Chet Baker (2CD) - Pacific Jazz
- 1953 - Konitz Meets Mulligan - Pacific Jazz (with Chet Baker)
- 1953 - Gene Norman Presents the Original Gerry Mulligan Tentet and Quartet - GNP Crescendo
- 1954 - Gerry Mulligan quartet: Pleyel Concert (2CD) - Vogue
- 1954 - California Concerts - Pacific Jazz
- 1955 - Presenting the Gerry Mulligan Sextet - EmArcy
- 1956 - Mainstream of Jazz - EmArcy
- 1956 - At Storyville (Quartet, live in Boston, Mulligan plays piano on some tracks)
- 1957 - Reunion with Chet Baker ()
- 1957 - Mulligan Meets Monk (with Thelonious Monk)
- 1957 - Blues in Time - Verve (Quartet with Paul Desmond released on CD as Gerry Mulligan/Paul Desmond Quartet)
- 1957 - Getz Meets Mulligan In Hi-Fi (Oct.)
- 1957-62 - The Gerry Mulligan Quartets. Complete Studio Recs -
- 1958 - Jazz Giants '58 - Verve
- 1958 - What Is There To Say? - Columbia (with Art Farmer)
- 1959 - Gerry Mulligan Meets Ben Webster - Verve
- 1960.05 - The Concert Jazz Band - Verve
- 1960.07 - Concert In The Rain - Jazz Band (with the Concert Jazz Band)
- 1960.10 - & The Concert Jazz Band_Santa Monica - Fresh Sound
- 1960.10 - & The CJB on Tour Guest_Soloist Zoot Sims - Verve
- 1960.11 - And The Concert Jazz Band_Young Blood - Dutch Archives
- 1960.11 - And the Concert Jazz Band feat. Zoot Sims, Zurich 1960 - Montreux Jazz Label
- 1960.11 - Live at the Olympia Paris (with the Concert Jazz Band)
- 1961 - Presents A Concert In Jazz - Verve (with the Concert Jazz Band)
- 1962 - Jeru - Columbia (Quintet)
- 1962.07 - Two of a Mind - RCA Victor (with Paul Desmond)
- 1960.12 - And the Concert Jazz Band at the Village Vanguard - Verve
- 1962.12 - Spring Is Sprung - Philips (Quartet)
- 1962.12 - Gerry Mulligan '63 - Verve (with the Concert Jazz Band)
- 1962-63 - Night Lights - Philips (Sextet)
- 1963-64 - Butterfly with Hiccups - Limelight (Sextet)
- 1963-64 - Sextet_Complete Studio Recordings - Lone Hill (same as Butterfly With Hiccups and Night Lights)
- 1965 - If You Can't Beat 'Em, Join 'Em! - Limelight (Quintet)
- 1965 - Feelin' Good - Limelight (Quintet + Strings)
- 1966 - Something Borrowed - Something Blue - Limelight
- 1970 - Live at the Berlin Philharmonie (with the Dave Brubeck Trio)
- 1971 - The Age of Steam - A&M (and his Orchestra)
- 1973 - We're all together again for the first time (with Dave Brubeck & Paul Desmond)
- 1974 - Summit-Reunion Cumbre (with Astor Piazzolla)
- 1974 - Gerry Muligan/Chet Baker: Carnegie Hall Concert (with Chet Baker)
- 1976 - Gerry Mulligan meets Enrico Intra (with Enrico Intra)
- 1977 - Blues for Gerry - The Lionel Hampton Sessions (with Lionel Hampton )
- 1980 - Walk on the Water - DRG (with his orchestra)
- 1990 - Lonesome Boulevard - A&M
- 1992 - Re-Birth of the Cool (re-recording of Birth of the Cool)
- 1993 - Billy Taylor and Gerry Mulligan: Live at MCG (with Billy Taylor )
- 1993 - Paraiso - Telarc Jazz (with Jane Duboc)
- 1994 - Dream a Little Dream - Telarc Jazz (Gerry Mulligan Quartet)
- 1995 - Dragonfly - Telarc Jazz (Gerry Mulligan Quartet,)

### Singoli

#### 78 giri
- 1953: Darn That Dream/Five Brothers (Pacific Jazz, 616)
- 1953: Line for Lyons/Carioca (Fantasy Records, 522)
- 1953: My Funny Valentine/Bark For Barksdale (Fantasy Records, 525)

## Voci correlate

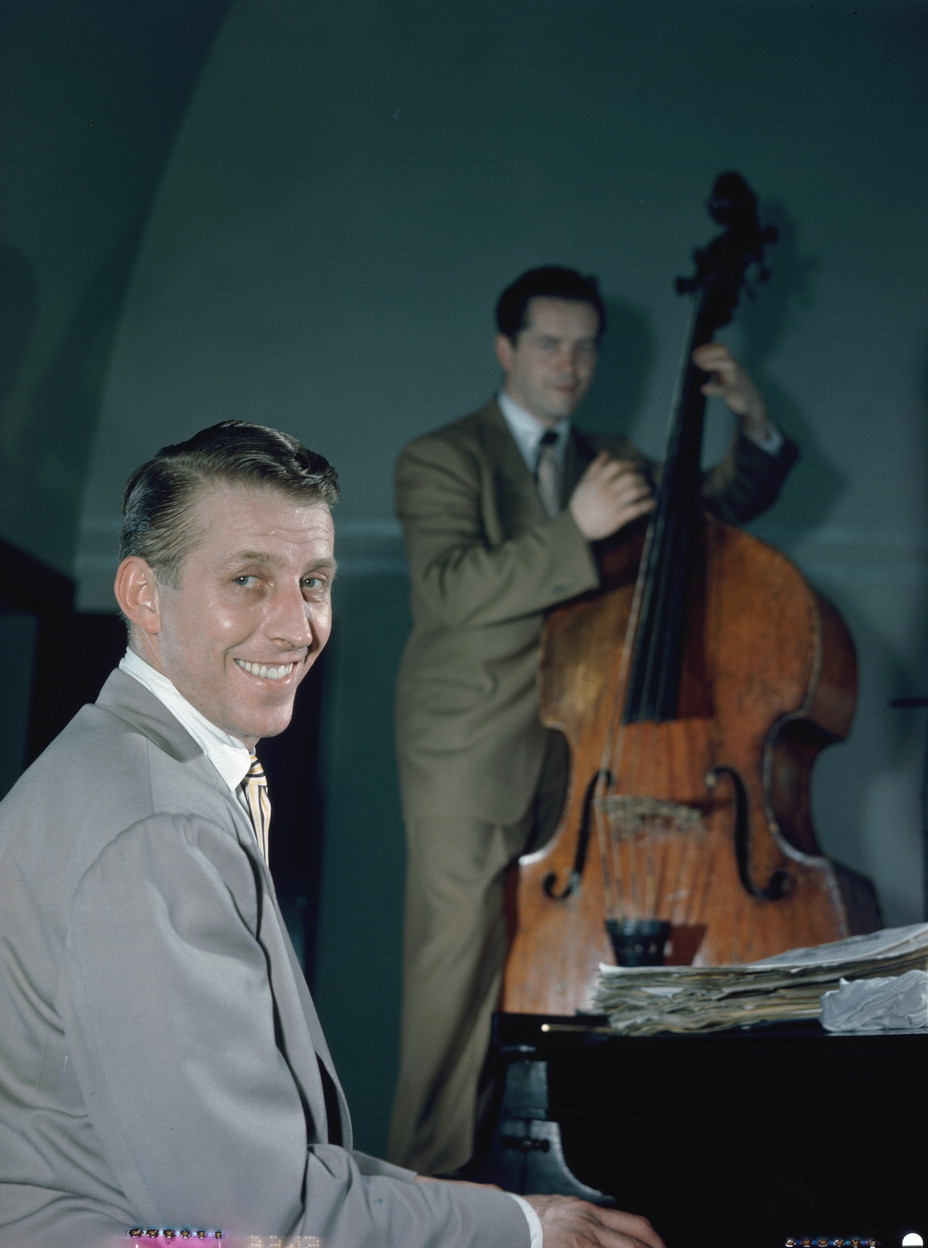
Stan Kenton affidò a Gerry Mulligan molti arrangiamenti per la sua grande orchestra, della quale lo stesso Mulligan faceva parte come baritonista